# Pontgibaud
Pontgibaud ist eine französische Gemeinde mit 715 Einwohnern (Stand: 1. Januar 2022) im Département Puy-de-Dôme in der Region Auvergne-Rhône-Alpes. Sie gehört zum Arrondissement Riom und zum Kanton Saint-Ours (bis 2015: Kanton Pontgibaud). Die Einwohner werden Gibaldipontins genannt.

## Geographie
Pontgibaud liegt etwa 19 Kilometer westnordwestlich von Clermont-Ferrand. Umgeben wird Pontgibaud von den Nachbargemeinden Bromont-Lamothe im Norden und Westen, Saint-Ours im Norden und Osten sowie Saint-Pierre-le-Chastel im Süden.

## Bevölkerungsentwicklung
| Jahr                       | 1962 | 1968 | 1975 | 1982 | 1990 | 1999 | 2008 | 2013 |
| Einwohner                  | 654  | 724  | 723  | 750  | 801  | 776  | 768  | 705  |
| Quellen: Cassini und INSEE |      |      |      |      |      |      |      |      |

## Sehenswürdigkeiten
- Kirche Saint-Benoît aus dem 13. Jahrhundert, Umbauten aus dem 19. Jahrhundert
- Burg Pontgibaud der Dauphins aus dem 12. Jahrhundert mit Umbauten aus dem 15. Jahrhundert sowie Park, Monument historique
- Ortsbefestigung mit Toren, Monument historique

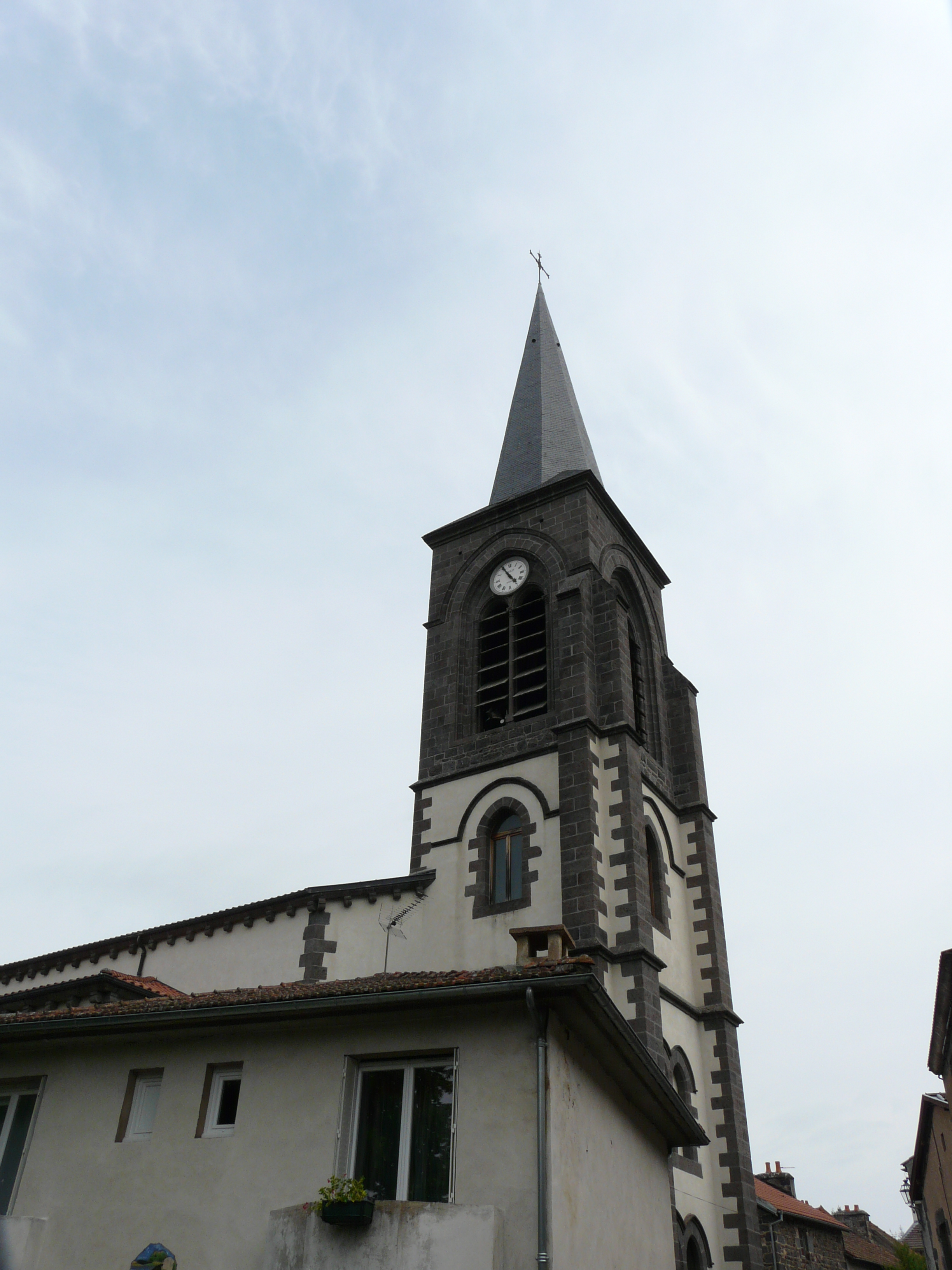
Kirche Saint-Benoît
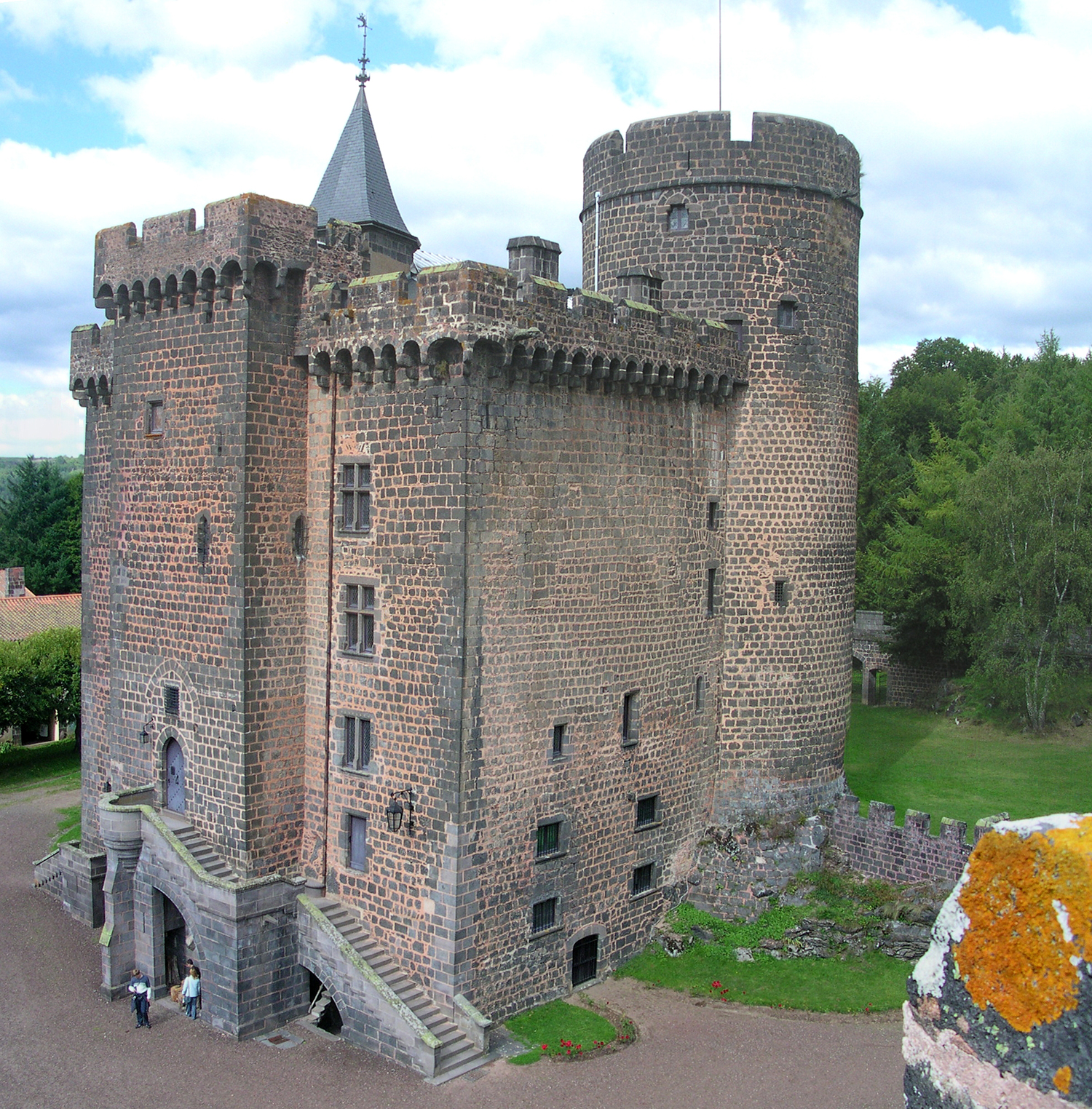
Burg bzw. Schloss Pontgibaud
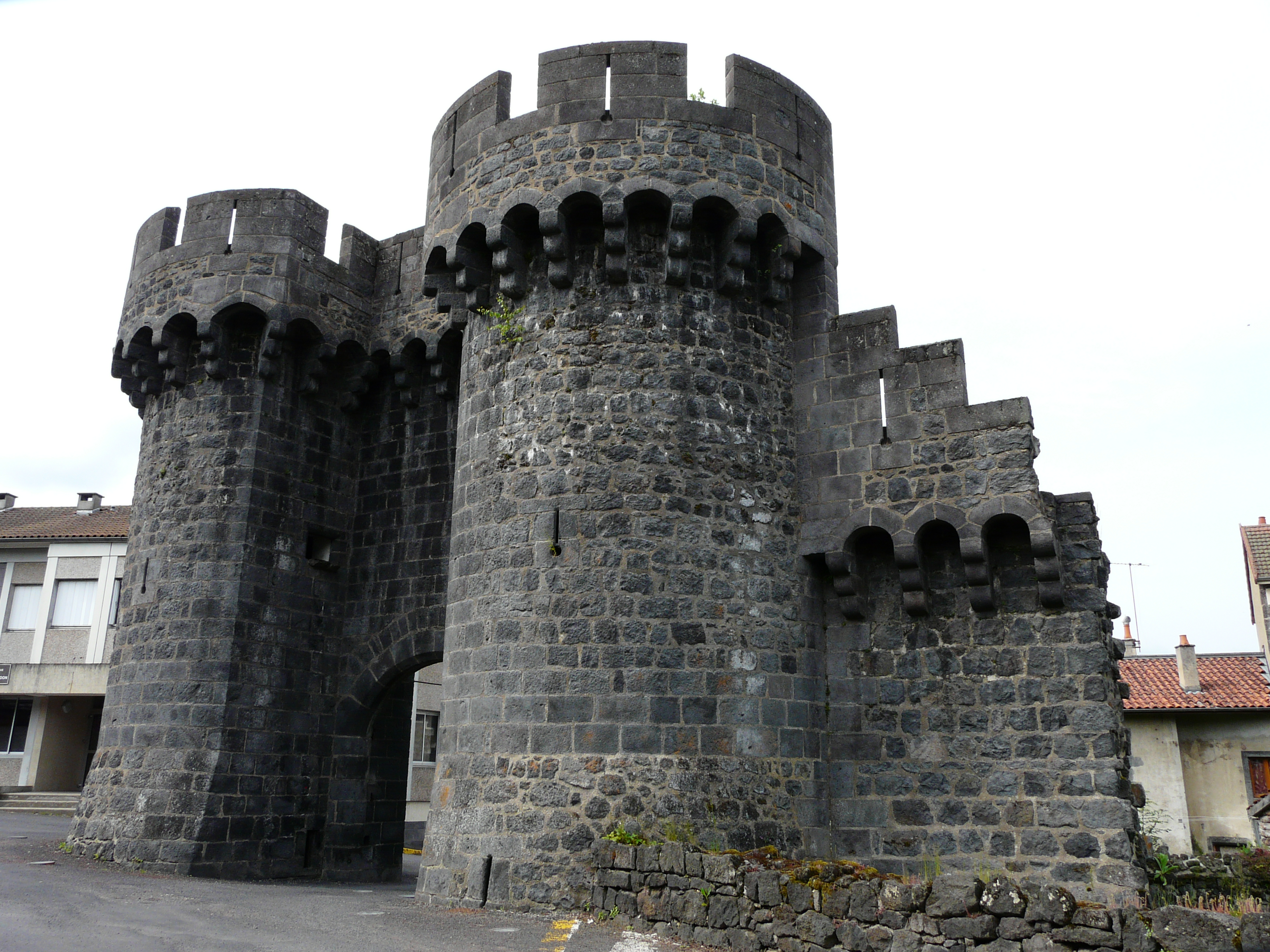
Ortsbefestigung

## Persönlichkeiten
- Henri Vidal (1919–1959), Schauspieler, hier begraben
- Jean-Baptiste Donnet (1923–2012), Chemiker
- Jacques Delille (1738–1813), Dichter